# Феоктист (неаполітанський дука)
Феоктист (італ. Teoctisto) — неаполітанський дука (бл. 818—бл. 821), який правив дукатом у дуже складний період його історії.
Після смерті дуки Антима у Неаполі розпочалась боротьба за престол між значною кількістю претендентів. Оскільки аристократи не могли досягти домовленості між собою населення міста фактично вчинило державний переворот звернувшись за допомогою до місцевих військових.
Військові керівники вислали делегацію до патриція Сицилії, який призначив дукою Феоктиста, що був хоробрим солдатом. Це призначення знову призвело до залежності неаполітанського дукату від Візантії. Проте, громадянська війна у Неаполі не завершилась, тому патрицій Сицилії у 821 призначив дукою Феодора II.